# Falling in Between
Falling in Between — двенадцатый студийный альбом американской рок-группы Toto, изданный в 2006 году лейблом Frontiers Records.
В июле 2005 года Стив Люкатер объявил название нового альбома Toto — Falling In Between. По его же словам, работа над ним велась 8 месяцев и даже больше. Гитарист также сообщил об участии в записи пластинки Стива Макмиллиана. Помимо этого, Люкатер сказал, что группа записала отличный трек для Джо Уильямса, вместе с которым он и исполнил эту песню. Прежде чем включить 10 композиций в альбом, записанных во время студийных сессий, участники Toto изменили названия трёх песен. «Let It Go» ранее называлась «Hopsing», «No End in Sight» — «New Fucking S». «Spiritual Man» именовалась как «Ordinary Man». Кроме того, над диском работали: клавишник Грег Филлинганез, флейтист Иэн Андерсон из Jethro Tull, Стив Поркаро, скрипач Л. Шанкар, трубач Рой Харгрув, саксофонист Том Скотт и тромбонист Chicago Джеймс Пэнкоу.
В Европе и Австралии Falling In Between был издан 10 февраля 2006 года, а в США он поступил в продажу только 18 апреля того же года. 
в 2006 группа издала промосингл «Bottom of Your Soul» с вокалом Люкатера и Уильямса. В Нидерландах песня была выпущена в качестве официального сингла.
Рецензент портала Allmusic Роб Сикстон положительно оценил альбом и похвалил музыкантов за отличное исполнение, фантастическое звучание, материал и продакшн. Он отметил, что в композициях можно заметить элементы из музыки Среднего Востока, особенно в заглавном треке «Falling In Between». Отклики из 80-х прослеживаются в номере «Dying on My Feet». По мнению критика, он напоминает работы Foreigner и Chicago, благодаря Джеймсу Пэнкоу, который играл на тромбоне и валторне в композиции. Он также упомянул, что голос Стива Люкатера прошёл проверку временем и по-прежнему не изменился.

## Список композиций
Слова и музыка всех песен — Дэвид Пейч, Стив Люкатер, Бобби Кимболл, Саймон Филлипс, Майк Поркаро, за исключением особо отмеченного.
| №   | Название | Вокал                      | Длительность |
| --- | --- | -------------------------- | ------------ |
| 1.  | «Falling in Between» (Пейч, Люкатер, Кимболл, М.Поркаро, Грег Филлинганез, Филлипс)                                                    | Кимболл и Филлинганез      | 4:06         |
| 2.  | «Dying on My Feet» | Кимболл                    | 6:11         |
| 3.  | «Bottom of Your Soul» | Люкатер и Уильямс          | 6:58         |
| 4.  | «King of the World» (Кимболл, Люкатер, Пейч, Стив Поркаро, М.Поркаро, Филлипс)                                                         | Пейч, Люкатер, Кимболл     | 4:04         |
| 5.  | «Hooked» | Кимболл                    | 4:36         |
| 6.  | «Simple Life» (Люкатер) | Люкатер                    | 2:22         |
| 7.  | «Taint Your World» | Кимболл                    | 4:01         |
| 8.  | «Let It Go» (Люкатер, Пейч, Филлинганез, Филлипс, Кимболл, М.Поркаро)                                                                  | Филлинганез                | 5:00         |
| 9.  | «Spiritual Man» (Пейч) | Пейч, Кимболл, Филлинганез | 5:22         |
| 10. | «No End in Sight» | Люкатер и Кимболл          | 6:10         |
| 11. | «The Reeferman» (Люкатер, М.Поркаро, Пейч, Филлипс) (Бонус-трек, присутствующий в канадском, американском и японском изданиях альбома) |                            | 1:46         |

## Чарты
| Чарт (2006)                     | Максимальная позиция |
| ------------------------------- | -------------------- |
| Austrian Albums Chart           | 53                   |
| Belgian Albums Chart (Flanders) | 65                   |
| Belgian Albums Chart (Wallonia) | 40                   |
| Danish Albums Chart             | 26                   |
| Dutch Albums Chart              | 10                   |
| Finnish Albums Chart            | 12                   |
| French Albums Chart             | 48                   |
| German Albums Chart             | 13                   |
| Italian Albums Chart            | 18                   |
| Norwegian Albums Chart          | 16                   |
| Swedish Albums Chart            | 6                    |
| Swiss Albums Chart              | 12                   |

| Год  | Сингл                 | Чарт                | Максимальная позиция |
| ---- | --------------------- | ------------------- | -------------------- |
| 2006 | «Bottom of Your Soul» | Dutch Singles Chart | 32                   |

## Участники записи
| Toto - Бобби Кимболл — вокал, бэк-вокал, композитор - Стив Люкатер — гитара, вокал, бэк-вокал, пианино в «Simple Life», композитор - Дэвид Пейч — клавишные, вокал, бэк-вокал, композитор - Грег Филлинганез — клавишные, вокал, бэк-вокал, композитор - Майк Поркаро — бас-гитара, композитор - Саймон Филлипс — ударные, перкуссия, программирование, композитор Другие музыканты - Джозеф Уильямс — вокал в «Bottom of Your Soul» - Стив Поркаро — синтезатор в «Dying on My Feet», «Hooked», «Let it Go», «No End in Sight»; саунд-дизайн в «Falling in Between», «King of the World», «Hooked», «Taint Your World» и «No End in Sight» - Ленни Кастро — перкуссия - Иэн Андерсон — флейта в «Hooked» - Л. Шанкар — скрипка в «Falling in Between», бэк-вокал в «Bottom of Your Soul» и «Falling in Between» - Джеймс Пэнкоу — тромбон и валторна в «Dying on My Feet» - Рэй Херманн — тенор-саксофон в «Dying on My Feet» - Ли Торнбург — труба в «Dying on My Feet» - Том Скотт — тенор-саксофон в «Spiritual Man» - Рой Харгрув — труба и флюгельгорн в «The Reeferman» - Джейсон Скефф — бэк-вокал в «Bottom of Your Soul», «King of the World» и «Falling in Between» - Тревор Люкатер, Джеймс Торме — бэк-вокал в «Hooked» - Манет — бэк-вокал в «Spiritual Man» | А также - Пэмела Спрингстин — обложка альбома - Стив Макмиллиан — продюсер, микширование - Майк Гинг — звукозаписывающий инженер - Стив Бэрри Конэн — звукозаписывающий инженер - Стивен Маркуссен — мастеринг - Джон Джессел — звукозаписывающий инженер |